# Heleophryne natalensis
Heleophryne natalensis é uma espécie de anfíbio da família Heleophrynidae.
Pode ser encontrada nos seguintes países: Lesoto, África do Sul e Essuatíni.
Os seus habitats naturais são: florestas temperadas, campos de gramíneas de clima temperado e rios.
Está ameaçada por perda de habitat.